# Consul fulvus
Consul fulvus är en fjärilsart som beskrevs av Butler 1875. Consul fulvus ingår i släktet Consul och familjen praktfjärilar. Inga underarter finns listade i Catalogue of Life.